# Welcome to the N.H.K.
NHK ni Youkoso! (яп. N・H・Kにようこそ！ Эн.Эйти.Кэй ни Ё:косо!, «Добро пожаловать в NHK!») — роман Тацухико Такимото с иллюстрациями Ёситоси Абэ, опубликованный издательством Kadokawa Shoten 28 января 2002 года. 
История романа повествует о Тацухиро Сато, молодом японце-хикикомори, который при помощи девушки по имени Мисаки пытается избавиться от своей проблемы.
Роман также получил манга-адаптацию, которая публиковалась тем же издательством в журнале Shonen Ace с июня 2004 года по июнь 2007 года. По мотивам романа студией Gonzo с июля по декабрь 2006 года выпускался 24-серийный аниме-сериал.

## Сюжет
Произведение рассказывает о жизни японца-хикикомори Тацухиро Сато. Центральную роль в сюжете играют загадочная девушка, однажды появившаяся у дверей квартиры Сато и прекрасно осведомлённая о нём самом и его проблемах, а также NHK (Nihon Housou Kyoukai — «Японская радиовещательная корпорация», но главный герой читает аббревиатуру, как Nihon Hikikomori Kyoukai — «Японская корпорация хикикомори») — организации, которая, по мнению главного героя, стоит за заговором по превращению людей в хикикомори. В отличие от романа, аниме выполнено в более оптимистичном ключе. Так, в романе у Ямадзаки девушки были лишь в прошлом, а сам он лоликонщик. Его жизнь почти так же безнадежна, как и у Сато. Он даже пытался собрать бомбу, чтобы подорвать какого-нибудь злодея, виноватого во всех бедах, но не смог найти такого злодея, а бомба, хотя и сработала, дала эффект уровня петарды. Также Ямадзаки и Сато активно употребляют наркотики и даже игру пишут под действием таковых. В аниме же у Ямадзаки есть девушка и сам он выступает наставником для Сато. Также в аниме герои не употребляют наркотиков. Несмотря на серьёзные изменения в сюжетной линии, финал в аниме оставили тот же самый, что и в романе. Как следствие — как и в романе, пытаясь убедить Мисаки в существовании NHK, Сато пытается разыграть перед ней финальную самоубийственную атаку на главного босса его эротической игры, хотя упоминание соответствующего сюжетного поворота игры в аниме отсутствует.

### Главные герои

Главные герои сериала (слева направо): Тацухиро Сато, Мисаки Накахара, Каору Ямадзаки и второстепенный персонаж — Кобаяси Мэгуми

Тацухиро Сато (яп. 佐藤 達広) — главный герой. Согласно роману, в один из дней ему стало слышаться, что все окружающие смеются над ним. Убегая от этого, он стал хикикомори. У себя дома он регулярно употребляет легальные разновидности галлюциногенов. По описанию рецензии сайта Anime News Network, по асоциальности Тацухиро может посоперничать с Синдзи Икари из Евангелиона. Во время одной из своих галлюцинаций его мебель посоветовала ему завязывать с жизнью хикикомори, но что-то не дало ему выйти с этой целью на улицу. Как пояснил телевизор, это было вмешательство организации NHK, имеющей целью превращать людей в хикикомори (на самом деле Сато мешала запертая им же дверь). Когда Мисаки предложила ему вступить в свой проект, Сато отрицал тот факт, что является хикикомори. Чтобы доказать ей, что у него есть работа, он вместе с Ямадзаки попытался написать эротическую игру. Тем не менее, вскоре после начала игры все же включился в проект Мисаки. Сценарий же игры он в итоге забросил, и игру самостоятельно продолжил Ямадзаки, хотя так и не завершил её. В итоге, сюжет игры подходил к неизбежному самоубийству главного героя ради спасения девушки, но при попытке игрока совершить самоубийственную атаку вместо финальной сцены появлялось только пояснение Ямадзаки о том, что нет иного способа победить злобную организацию, кроме самоубийства. Ведь весь наш мир и есть эта организация, а весь мир умирает вместе с человеком. Когда Мисаки предложила закрепить их отношения новым контрактом, Сато отказался, так как это ничего не изменит. В итоге Мисаки попыталась покончить с собой, и Сато не нашёл каких-либо слов для её утешения, так как сам был в ничуть не лучшем состоянии. Тем не менее, он принял во внимание слова Мисаки о том, что если бы она могла поверить в то, что в её несчастьях виноват некий злодей, она могла бы быть счастлива. Поэтому он решил убедить её в существовании NHK, разыграв под видом атаки на NHK финальное самоубийство из эротической игры, на которое в реальности так и не решился Ямадзаки. Тем не менее, его попытка провалилась. Ввиду того что и Сато, и Мисаки хотели умереть, но не хотели, чтобы умер другой, они заключили контракт по обмену заложниками, согласно которому если умрет один из них, умрет и другой.
Сэйю: Ютака Коидзуми
Мисаки Накахара (яп. 中原 岬) — главная героиня. Согласно роману, её отчим жег её руки сигарами, и теперь она носит одежду с длинными рукавами, скрывая ожоги. Ей всегда одиноко. В общество она вписывается плохо, со своей точки зрения Мисаки всем лишь мешает, и никакой нормальный человек не полюбит такую девушку как она: нормальные люди будут её просто избегать. Помогая тёте, она работает в некой религиозной организации, однако сама в бога не верит. Как-то раз она села и подсчитала число радостных и неприятных событий в своей жизни, и получила, что радости наберется только 10 %, а значит если бы действительно существовал создатель такого неприятного мира, он был бы большим негодяем. Она была бы рада поверить в такого бога-злодея, на которого можно свалить вину за все свои беды, но ей не хватает для этого воображения. Стремясь наладить свою жизнь, она решила найти себе в партнёры ещё более никчёмного человека чем она сама, ведь он, в отличие от нормальных людей, может полюбить и такую девушку как Мисаки. В итоге её целью стал Сато. После того как он отказался заключить с ней контракт о взаимной поддержке, мотивируя это тем, что это ничего не изменит, она приняла смертельную дозу снотворного. Хотя её откачали, она попыталась совершить самоубийство вновь, но это привело к тому, что Сато тоже попытался совершить самоубийство. В итоге они, не желая смерти друг друга, заключили контракт, согласно которому в случае смерти одного, умрёт и другой. В конце романа по совету Сато вернулась к учёбе и поступила в колледж.
Сэйю: Юи Макино
Каору Ямадзаки (яп. 山崎 薫) — согласно роману, школьный знакомый Сато. В прошлом пытался встречаться с некой Нанако, но та ему отказала. На момент начала романа — лоликонщик, фанат эротических игр, признающий только нарисованных девушек. Живых же терпеть не может. Пьет со школы, но, тем не менее, пьяницей не является. Позднее, под влиянием Сато стал употреблять и наркотики, Сато же под влиянием Ямадзаки стал лоликонщиком. Дабы выполнить обещание, которое Сато дал Мисаки, Ямадзаки и Сато начали делать эротическую игру, но в итоге так и не смогли её завершить. В итоге родители забрали Ямадзаки назад, в провинцию, где он впоследствии и женился.
Сэйю: Дайсукэ Сакагути
Хитоми Касива (яп. 柏 瞳) — согласно роману, староста литературного кружка, в котором состоял Сато, а также единственная любовница, которая у него когда-либо была. Впрочем, переспали они всего один раз, и повторно завязывать с ней отношения Сато отказался, так как вряд ли мог бы сделать её счастливой. Активно употребляет различные препараты для стабилизации эмоционального состояния. В романе практически никакого участия не принимает.
Сэйю: Санаэ Кобаяси

## История создания
Своей второй книгой Тацухико Такимото решил сделать произведение, посвящённое охватившему Японию явлению «хикикомори». На момент написания романа, как признаётся Тацухико Такимото, сам являлся хикикомори, однако чётко разграничивал себя и свою жизнь от своего главного героя и никак не связывал Сато с собой лично, кроме как схожим социальным положением. По словам Тацухико, он неоднократно испытывал чувство стыда по отношению к своей книге, или наоборот, мог ею восхищаться. Написание сюжета книги проходило не без использования личного опыта жизни хикикомори. Через три года после публикации романа — в 2005 году — Тацухико написал во втором послесловии к ранобэ, что его положение в обществе не претерпело значительных изменений, хотя он и планировал отойти от своего одиночества настолько, насколько это возможно. Однако спустя годы, как признался Тацухико, точно так же оставался хикикомори, продолжая жить на авторские отчисления от продажи своих произведений.
К созданию обложки романа был привлечён мангака и художник Ёситоси Абэ, ранее известный своей работой над аниме-сериалом «Эксперименты Лэйн». Впервые роман, насчитывающий 192 страницы, был опубликован 28 января 2002 года издательством Kadokawa Shoten. 25 июня 2005 года он был опубликован в формате бункобона. Роман был переведён Линдси Акаси на английский язык и выпущен на территории США американским дистрибьютором Tokyopop в октябре 2007 года.

## Манга
Манга-адаптация, написанная Тацухико Такимото и проиллюстрированная Кэнди Оивой, публиковалась издательством Kadokawa Shoten в журнале Shonen Ace с 24 июня 2004 года по 6 июня 2007 года. За это время было напечатано 8 томов в формате танкобона, включающих в себя 40 глав. В ноябре 2005 года вышло ограниченное издание четвёртого тома манги, которое включало в себя фигурку Мисаки Накахары, что привело к увеличению его продаж и сделало том третьим самым продаваемым изданием на японском сайте Amazon.com. В феврале 2007 года на фестивале фанатов комиксов New York Comic Con в Нью-Йорке американская издательская компания Tokyopop объявила, что намерена переводить и выпускать мангу Welcome to the NHK на английском языке. Начиная с июня 2015 года публикацию продолжила компания Viz Media.

## Аниме
Аниме-сериал по мотивам манги, созданный студией Gonzo и срежиссированный Юсукэ Ямамото, впервые транслировался в Японии с 9 июля по 17 декабря 2006 года по телеканалу Chiba TV. Сценарий написан Сатору Нисидзоно, дизайн персонажей разработан Такахико Ёсидой.

### Рекламная кампания
В рамках рекламной кампании вышедшей 27 октября 2006 года DVD-версии аниме на фестивале 21 октября в Акихабаре в магазине игр была проведена презентация продукта. Пришедшим зрителям был продемонстрирован один из эпизодов DVD. Перед зрителями также выступали Ютака Коидзуми и Юи Макино, которые сыграли роли Сато и Накахары. Они отвечали на вопросы зрителей и обсуждали с ними аниме-сериал. На мероприятии Ютака Коидзиму объявил, что по всей стране будет проведена рекламная кампания, распространяющая DVD-атрибутику. Рекламные акции были проведены в городах Одавара, Сидзуока, Нагоя, Осака и в Токио на станции Икэбукуро и в Акихабаре в сентябре 2006 года. Также были проведены две акции в префектурах Канагава и Тиба в начале октября.

## Музыкальное сопровождение
Открывающую композицию под названием «Puzzle» (яп. パズル Падзуру) исполняет группа Round Table совместно с певицей Nino. Слова для неё написаны Риэко Ито, музыку же сочинил Кацутоси Китагава. Закрывающую композицию под названием «Odoru Akachan Ningen» (яп. 踊る赤ちゃん人間 Одору Акатян Нингэн) исполняют Кэндзи Оцуки и Фумихико Кицутака. Начиная с тринадцатой серии, опенинг и эндинг изменились: начальной заставкой стала песня «Puzzle (extra hot mix)» (яп. パズル－extra hot mix－), являющаяся изменённой версией «Puzzle», а финальной темой стала «Modokashii Sekai no Ue de» (яп. もどかしい世界の上で Модокасии Сэкай но Уэ дэ, «На вершине разочаровывающего мира») в исполнении Юи Макино. Слова и музыка к ней написаны Юго Сасакурой. Автором для остальной музыки сериала стала группа Pearl Brothers.

## Тематика
С каждым годом в Японии, начиная со второй половины XX века, внимание психологов и исследователей всё сильнее нацеливается на школьников, не проявляющих интереса к процессу образования, общения и прогулок со сверстниками, которых по тенденции становится всё больше. В стране ведётся учёт учеников, отказывающихся от занятий в учебном заведении. Такими людьми считают учеников, прогуливающих более 30 учебных дней в году; по данным Министерства образования, культуры, спорта, науки и технологий Японии за 2004 год, такими учениками были признаны 130 000 человек. Государство имеет тревожную ситуацию с немотивированными на учёбу учениками относительно других стран. Причинами такого асоциального поведения представляются депрессия и другие психические расстройства. С конца 90-х — начала 2000-х годов в СМИ начал стремительно набирать обороты термин «хикикомори», что переводится на русский язык как «находиться в уединении», хотя по мнению японского психолога Тамаки Сайто, такое явление имело значительное место в 70-х. Министерство здравоохранения, труда и благосостояния Японии называет «хикикомори» людей, основополагающим принципом жизни которых является добровольная самоизоляция от общества на срок более шести месяцев. Такие люди не ходят на работу и не посещают образовательные учреждения и обычно не имеют близких друзей.

## Отзывы и критика

### Роман
A. Спарроу, рецензент IGN отметил такую тему, затрагиваемую в романе, как контроль. Сато чувствует, что потерял контроль над своей собственной жизнью; Ямадзаки ощущает, что ему не избежать своей судьбы жизни на семейной ферме, следуя по стопам своего отца, однако он пытается убежать от этой судьбы как можно дальше; Мисаки же ищет способы контроля над Сато, чтобы сделать кого-то более жалким, чем она сама, повысив тем самым свою собственную самооценку. Рецензент отметил, что персонажи «пытаются контролировать неконтролируемые вещи», и сказал, что «чем больше мы пытаемся контролировать, тем больше мы узнаём, сколько всего мы не можем». Спарроу сравнил Welcome to the N.H.K. с романом Сэлинджера «Над пропастью во ржи», а Сато — с главным героем книги — Холденом Колфилдом. Эдуардо Чавез в своей рецензии для издания Mania сказал, что Welcome to the N.H.K. — не лайт-новелл, как можно было подумать, а единственное, что может связывать роман с форматом ранобэ — его обложка, над которой работал Ёситоси Абэ. Прочитав роман, Эдуардо решил, что он передаёт более приятный опыт, чем просмотр одноимённого аниме, которое он назвал «запутанным». Обращая внимание на характер Сато, рецензент заметил, что «странная личность» персонажа раскрывается куда глубже, чем в иных адаптациях произведения.

### Манга-адаптация
Энди Хэнли, написавший рецензию на первые два тома Welcome to the N.H.K. для UK Anime Network, сказал, что эта манга из тех, что «вы определённо не хотели бы увидеть в руках у пассажира поезда». Причиной такого высказывания стало замечание Энди о беспринципности авторов манги по отношению к демонстрируемым проблемам персонажей. Среди таких проявлений он называет сцены употребления наркотических средств, сексуальный подтекст и сцены обнажённой женской натуры, а также затрагиваемая тема детской порнографии, которая выражается в сценах, в которых главный герой загружает из Интернета детскую порнографию; занимается скрытой съёмкой несовершеннолетних девочек на камеру. Невзирая на это, Энди всё же называет Welcome to the N.H.K. довольно весёлой и в меру «острой». Рассматривая образ главного героя — Сато Тацухиро — рецензент выносит навязчивые мысли героя «до смешного» вычурными, хотя его внезапные монологи показывают героя как искренне заботливого парня, остающегося в тени из-за страха быть отвергнутым — автор статьи называет это «типичной дилеммой ежей, доведённой до логического завершения». Энди замечает во всех представленных персонажах парадокс внутреннего и внешнего — Мисаки, усердно старающаяся заботиться о Сато, на самом деле старается заглушить тем самым чувство собственной неполноценности; Каору укрывается вымышленными аниме-персонажами, поскольку испытывает страх перед живыми людьми; Хитоми, внешне выглядящая уверенной в себе, поддерживает своё состояние препаратами, чтобы не впасть в глубокую депрессию. Рецензент оценивает мангу достаточно высоко, называя её весёлой, заставляющей чувствовать читателя «близким к персонажам». Манга становилась «книгой месяца» журнала Newtype USA в сентябре 2006 года. Рецензент журнала Дэвид Смит называет историю «нетипичной фанатской фантазией», обращая внимание на присутствие чёрного юмора. Дэвид, точно так же, как и Энди, видит мангу весьма весёлой, хотя, в то же время, зовёт её «абсурдной» и «сюрреалистической».

### Аниме-адаптация
| Зрительский рейтинг    | Зрительский рейтинг    | Зрительский рейтинг    |
| (на 7 декабря 2019 г.) | (на 7 декабря 2019 г.) | (на 7 декабря 2019 г.) |
| ---------------------- | ---------------------- | ---------------------- |
| Сайт                   | Оценка                 | Голосов                |
| Anime News Network     | · ссылка               | 4117                   |
| AniDB                  | · ссылка               | 9809                   |

Аниме получило большое количество положительных отзывов от критиков. В частности, обозревателями рассматривается одна из затрагиваемых темы — феномен хикикомори и отаку. Рецензент портала THEM Anime Николетта Браун назвала Welcome to the N.H.K. — одной из немногих картин, рассказывающих о психических заболеваниях, а также похвалила авторов за то, что изображают людские проблемы деликатно, а не карикатурно. Рецензент Fandom Post под псевдонимом DJ Horn также оценил выказываемые темы. Вдобавок к этому рецензент обратил внимание читателей на способность аниме «охотиться на зрителей», когда оно задевает вопросы, которые заставляют их замечать сходство персонажей с собой. DJ Horn, выделив все достоинства аниме, называет Welcome to the N.H.K. «одним из самых тонко-психологических аниме-сериалов 2000-х годов». Некоторые рецензенты разделяют аниме на две части — комедийную и серьёзную. Помимо шутливого изображения японской молодёжи, авторы затрагивают различные сложные темы: действительно ли японское общество виновато в отсутствии работы у молодых людей, заставляя их разочаровываться в жизни, о чём говорил рецензент UK Anime. Многие рецензенты сочли выделяемые темы хикикомори и отаку как социальный комментарий, который, как заметил обозреватель Fandom Post Брайан Мортон, наиболее сильно выражается в сценах, в которых персонажи фотографируют школьниц или слушают саундтреки из аниме круглые сутки, что является своего рода доведённым до абсурда позиционированием объявленной культуры. В целом рецензенты положительно оценивают открытость авторов в отношении освещения обозначенных субкультур, что по их мнению заметно выделяет картину среди других аниме-сериалов.
Рецензенты высказали положительные комментарии касательно звукового сопровождения и озвучки персонажей. Марку Томасу из Fandom Post в целом пришлись по душе как и английские, так и японские треки, использованные в качестве музыкального сопровождения сериала. Николетта Браун была впечатлена саундтреком. Она отмечает, что гитара и фортепиано отлично накладываются на атмосферу одиночества. Терон из Anime News Network порекомендовал саундтрек аниме к прослушиванию. Он не заметил никаких ошибок в музыкальной партитуре. Английская озвучка Сато от Криса Паттона, как и работу Стефани Виттелс в роли Мисаки рецензентом была оценена высоко, однако голос Грега Айреса, как ему показалось, не совсем подходит для Ямадзаки. Дон Хьюстон предпочитает английский дубляж Welcome to the N.H.K. оригинальной озвучке, заметив некоторые вероятные проблемы с переводом реплик и вытекающим расхождением голоса с происходящим на экране.
Визуальное содержание картины привело рецензентов в некоторое недоумение. Из положительных черт они выделяют качественную прорисовку задних планов и городских улиц. Рецензенту Fandom Post пришлись по душе визуальные эффекты, однако на протяжении просмотра ощущалась неполноценность цветовой палитры. Было замечено то, как студия Gonzo смогла визуализировать сюрреалистические образы говорящей техники и фиолетовых агентов «NHK». Рецензент IGN заметил постепенное ухудшение качества графики, предполагая, что это связано с недостатком финансирования проекта. Нечто подобное Джефри Харрис замечал и в других картинах студии. Касательно дизайна персонажей мнения разделились. Впрочем, некоторые критики всё же оценил проекты персонажей высоко, особенно выделяя Мисаки, которая показалась обозревателю UK Anime «свежей и привлекательной», а Сато и его приятель Ямадзаки, по его мнению, не похожи на других персонажей студенческого возраста, появляющихся в других аниме-сериалах.
Выказанное журналистами внимание к культуре хикикомори и отаку ярко отражается в главных героях сериала — Ямадзаки и Сато, которых Терон Мартин называет «редкими». Каору Ямадзаки, как описывает рецензент, не является дезадаптированным человеком, чего не скажешь о Сато, но Ямадзаки тем не менее подвержен глубокому уходу «в себя» и в свои развлечения, компенсируя тем самым свой гнев и недовольство жизнью. Сато — сложный герой. С одной стороны он, как о нём отзывается Николетта, добрый и заботливый, но с другой — заботливость может стать причиной «развития навязчивых идей». Герои всё время пытаются бороться с паранойей и страхом, однако в каждом герое эта «борьба» выражается по-своему: Сато страдает от страха выходить за дверь, скрываясь от людей в своей квартире; его школьный знакомый Ямадзаки отдаётся аниме и Интернету, а экс-товарищ Сато по литературному клубу, Хитоми Касива, является сломленной усталостью от работы на государственной службе.
Рецензент замечает, что по ходу продвижения сериала к концу, можно заметить ощутимый прогресс роста личности Сато. О Мисаки от серии к серии у Николетты складываются разное отношение, однако она была несколько расстроена тем, что о Мисаки нет никакой информации, однако она назвала отношения между Сато и Мисаки — отличным примером того, как разные люди по-разному справляются со своими травмами и стрессами. Николетта высоко оценила то, как студия Gonzo использует сюрреалистические образы говорящей техники и фиолетовых агентов «NHK». Задний фон показался Николетте «очень детализированным» и «красивым», однако дизайн персонажей она назвала «ничем непримечательным», а в некоторых эпизодах лица персонажей кажутся «белыми и бесформенными». Роберт Рафферти из The Escapist затронул тему возраста персонажей, сказав, что возрастные отличия Сато и Мисаки создают драматизм. Также он упомянул о возрасте Сато и Хитоми, назвав разницу в два года в старшей школе — «огромной разницей».
Энди Хэнли из UK Anime Network описывает главного героя аниме Сато как ужасного, наивного и поверхностного человека, однако отметил, что его человечность согревает, даже несмотря на его недостатки. Энди также, как и Брайан Мортон, указывает на острый комментарий серии Welcome to the N.H.K. на культуру отаку. Рецензент также назвал аниме «старомодной романтической комедией». Он выделяет картину среди других, описывая её как «уникальную» среди других произведений. Джефри Харрис из IGN также, как и Энди из UK Anime Network и Брайан Мортон из Fandom Post указал на социальный комментарий аниме к отаку и затворникам. Джефри назвал Ямадзаки достаточно эксцентричным человеком, но достаточно весёлым и преданным культуре отаку. Джефри описал внешность Сато как нечто среднее, сказав, что он не является симпатичным мальчиком, но при этом не выглядит слишком плохо, несмотря на то, что вёл затворнический образ жизни в течение четырёх лет.